# Cleveland Potash Mine
Die Cleveland potash mine, auch als Boulby mine bekannt, ist ein Kali-Bergwerk in Redcar and Cleveland, England, Großbritannien.

## Geographie

### Geographische Lage
Das Bergwerk liegt bei Boulby an der Nordseeküste der North York Moors.

### Geologie
Das Steinsalz befindet sich in 1200 bis 1500 Meter Teufe. Das Boulby-potash-member-Flöz hat eine maximale Mächtigkeit von bis zu 20 Metern; die durchschnittliche Mächtigkeit beträgt sieben Meter. Es fällt leicht von Nordwest nach Südost ein. Die Lagerstätte entstand im Oberperm durch die Verdunstung des Zechsteinmeers. Boulby liegt am westlichen Rand des Zechsteins, das sich vor allem unter der Nordsee und in Kontinentaleuropa befindet. Direkt über dem Sylvinit liegt das Halit, das ebenfalls aus dem Zechstein stammt und nicht so große Mächtigkeitsschwankungen wie das Kaliflöz aufweist. Insgesamt sind die Zechstein-Schichten an dieser Stelle etwa 150 Meter mächtig. Wahrscheinlich entstanden Kaliumchlorid- und Halitschicht in einem außerordentlich flachen Bereich, in dem sich im Perm ein großer Salzsee ausprägte.

## Geschichte
Der Bergbau bei Boulby geht bis in die Zeit vor schriftlichen Aufzeichnungen zurück. Die Boulby mine jedoch wurde erst in der zweiten Hälfte des 20. Jahrhunderts begonnen. Die Schächte wurden ab 1968 im Gefrierschachtverfahren niedergebracht, um den Untergrund zu stabilisieren. In Boulby wurde diese Technik bis zu einer Teufe von 975 Metern angewendet. Das erste Salz wurde 1973 gefördert.

## Bergwerk
Das zu 100 % im Besitz von Israel Chemicals befindliche Bergwerk ist der einzige Produzent von Kalidünger im Vereinigten Königreich und deckt mit einer Gesamt-Förderkapazität von ca. 4,0 Mio. Jahrestonnen (Kalisalz und Steinsalz) etwa 55 % des einheimischen Bedarfs. Das Bergwerk fördert Sylvinit als Grundstoff für die Düngemittelindustrie und als Nebenprodukt Steinsalz, das regional zum Einsatz im Winterstreudienst verwendet wird.
Das Streckensystem des Tiefbaubergwerkes erstreckt sich unter Tage über 15 Kilometer; rund 850 Angestellte fördern jährlich etwa drei Millionen Tonnen Kalisalz und 0,6 Mio. Tonnen Steinsalz (2004).

### Tagesanlagen

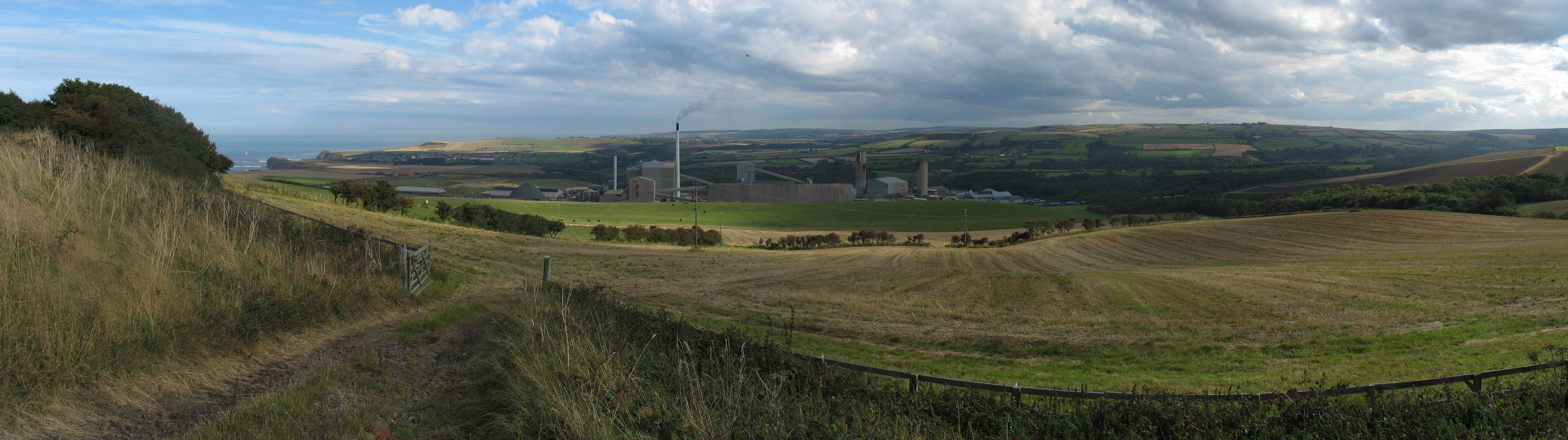
Boulby mine in der Landschaft

Die Tagesanlagen lassen nur wenig von der großen untertägigen Ausdehnung des Bergwerks erkennen. Da sie sich inmitten eines Nationalparks befinden, sollen sie sich in die Landschaft harmonisch einpassen. Sie sind aus lokal vorkommenden Materialien gebaut, die Wände sind aus Naturstein, die Dächer aus Schiefer. Während die Gebäude vor allem Ventilationseinrichtungen beherbergen, sollen sie nach außen den Eindruck eines Bauernhofs erwecken.
Die beiden Fördertürme der Schachtanlage haben eine ungewöhnliche, zylindrische Architektur.

## Rückstände
Aufgrund der Lage innerhalb des Nationalparks bekam Cleveland Potash nicht die Genehmigung, die Rückstände aufzuhalden. Deshalb werden die Aufbereitungsrückstände, in der Hauptsache Tone, Gips und Salz, aber auch Schwermetalle wie Kadmium und Quecksilber, über eine 1,8 km lange Rohrleitung in die Nordsee gespült.

## Untergrundlabor
Aufgrund der großen Teufe und der damit verbundenen Abschirmung gegen Kosmische Strahlung bedient sich die physikalische Grundlagenforschung des Bergwerks, im Boulby Underground Laboratory laufen verschiedene Experimente. Von 1987 bis 2007 war die UK Dark Matter Collaboration auf 1.100 Metern Teufe untergebracht, die nach WIMPs suchte. Seitdem dieses Experiment eingestellt wurde, wird das Labor für die Großexperimente ZEPLIN-III und DRIFT-II verwendet.